# Mistrzostwa Europy w Lekkoatletyce 1958 – bieg na 800 m mężczyzn

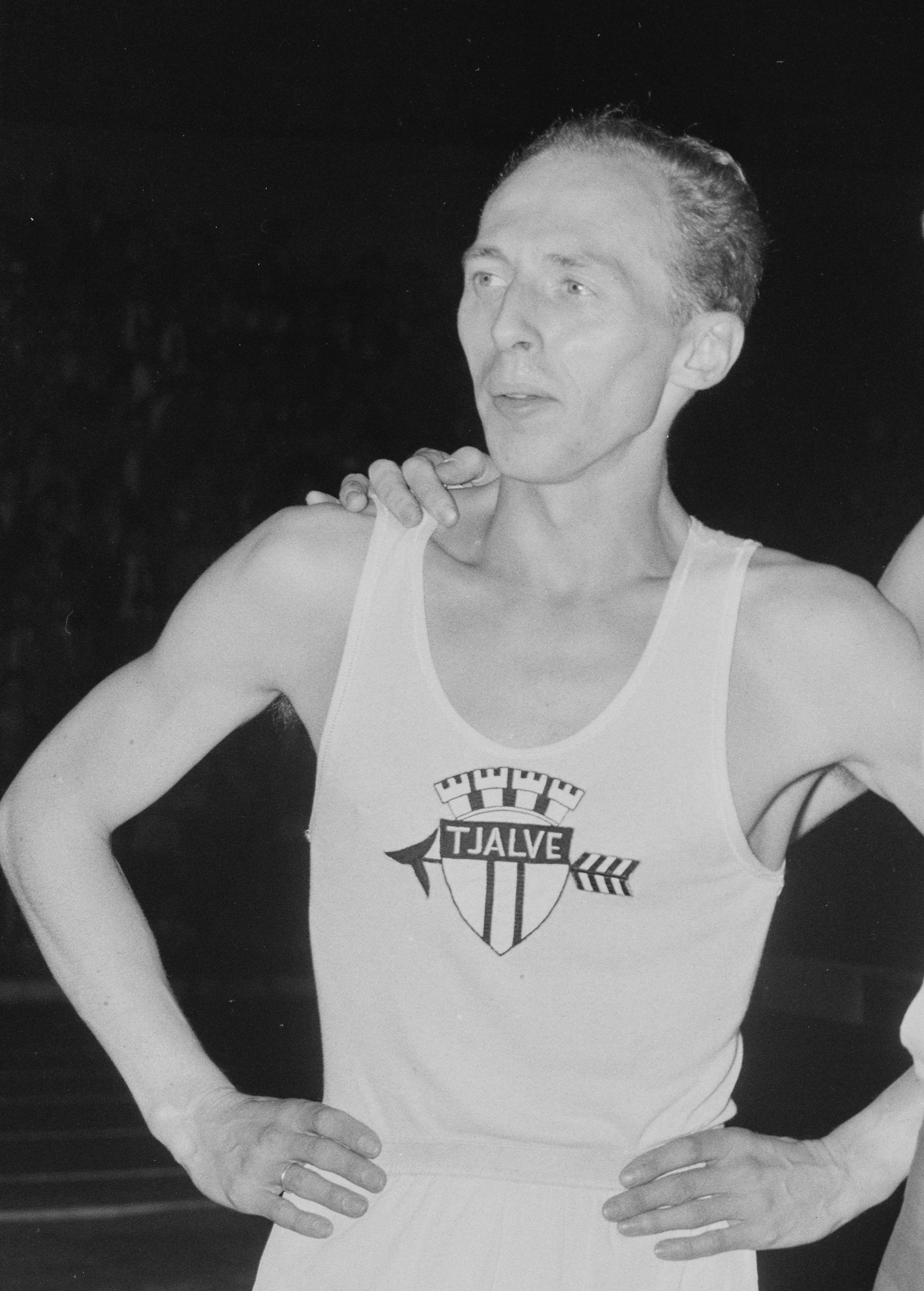
Audun Boysen

Bieg na dystansie 800 metrów mężczyzn był jedną z konkurencji rozgrywanych podczas VI Mistrzostw Europy w Sztokholmie. Biegi eliminacyjne zostały rozegrane 19 sierpnia, półfinałowe 20 sierpnia, a bieg finałowy 21 sierpnia 1958 roku. Zwycięzcą tej konkurencji został reprezentant Wielkiej Brytanii Mike Rawson. W rywalizacji wzięło udział dwudziestu trzech zawodników z szesnastu reprezentacji.

## Rekordy
| Rekord świata     | Roger Moens (BEL)     | 1:45,7 | Oslo, Norwegia    | 3.08.1955  |
| Rekord Europy     | Roger Moens (BEL)     | 1:45,7 | Oslo, Norwegia    | 3.08.1955  |
| Rekord mistrzostw | Lajos Szentgáli (HUN) | 1:47,1 | Berno, Szwajcaria | 28.08.1954 |

## Wyniki

### Eliminacje
Bieg 1
| Miejsce | Zawodnik         | Czas   | Uwagi |
| ------- | ---------------- | ------ | ----- |
| 1       | Derek Johnson    | 1:49,5 | Q     |
| 2       | Lajos Szentgáli  | 1:50,0 | Q     |
| 3       | Svavar Markússon | 1:50,5 | Q,    |
| 4       | Hendrik Haus     | 1:51,0 | Q     |
| 5       | Cesáreo Marín    | 1:52,8 |       |

Bieg 2
| Miejsce | Zawodnik           | Czas   | Uwagi |
| ------- | ------------------ | ------ | ----- |
| 1       | Mike Rawson        | 1:50,4 | Q     |
| 2       | Ewangelos Depastas | 1:50,7 | Q     |
| 3       | Olavi Salonen      | 1:50,7 | Q     |
| 4       | Zbigniew Makomaski | 1:51,2 | Q     |
| 5       | Gérard Vervoort    | 1:51,6 |       |
| 6       | Hendrik Heida      | 1:52,3 |       |

Bieg 3
| Miejsce | Zawodnik                 | Czas   | Uwagi |
| ------- | ------------------------ | ------ | ----- |
| 1       | Herbert Missalla         | 1:50,0 | Q     |
| 2       | Audun Boysen             | 1:50,5 | Q     |
| 3       | Christian Wägli          | 1:50,6 | Q     |
| 4       | Tadeusz Kaźmierski       | 1:50,8 | Q     |
| 5       | Dimitrios Konstantinidis | 1:50,9 |       |
| 6       | Rudolf Klaban            | 1:51,3 |       |

Bieg 4
| Miejsce | Zawodnik           | Czas   | Uwagi |
| ------- | ------------------ | ------ | ----- |
| 1       | Paul Schmidt       | 1:51,4 | Q     |
| 2       | Gianfranco Baraldi | 1:51,8 | Q     |
| 3       | Lajos Kovács       | 1:52,0 | Q     |
| 4       | Rolf Gottfridsson  | 1:52,0 | Q     |
| 5       | Čeněk Hanka        | 1:52,1 |       |
| 6       | Robert Misplon     | 1:54,3 |       |

### Półfinały
Półfinał 1
| Miejsce | Zawodnik           | Czas   | Uwagi |
| ------- | ------------------ | ------ | ----- |
| 1       | Derek Johnson      | 1:48,8 | Q     |
| 2       | Christian Wägli    | 1:49,0 | Q     |
| 3       | Zbigniew Makomaski | 1:49,1 | Q     |
| 4       | Herbert Missalla   | 1:49,2 | Q     |
| 5       | Lajos Kovács       | 1:49,2 |       |
| 6       | Olavi Salonen      | 1:51,8 |       |
| 7       | Svavar Markússon   | 1:54,6 |       |
| 8       | Hendrik Haus       | 1:59,0 |       |

Półfinał 2
| Miejsce | Zawodnik           | Czas   | Uwagi |
| ------- | ------------------ | ------ | ----- |
| 1       | Paul Schmidt       | 1:49,5 | Q     |
| 2       | Lajos Szentgáli    | 1:49,8 | Q     |
| 3       | Audun Boysen       | 1:49,9 | Q     |
| 4       | Mike Rawson        | 1:50,1 | Q     |
| 5       | Ewangelos Depastas | 1:50,3 |       |
| 6       | Gianfranco Baraldi | 1:51,2 |       |
| 7       | Rolf Gottfridsson  | 1:52,1 |       |
| –       | Tadeusz Kaźmierski | DQ     |       |

### Finał
| Miejsce | Zawodnik           | Czas   |
| ------- | ------------------ | ------ |
| 1       | Mike Rawson        | 1:47,8 |
| 2       | Audun Boysen       | 1:47,9 |
| 3       | Paul Schmidt       | 1:47,8 |
| 4       | Zbigniew Makomaski | 1:48,0 |
| 5       | Lajos Szentgáli    | 1:48,3 |
| 6       | Herbert Missalla   | 1:48,5 |
| 7       | Derek Johnson      | 1:49,2 |
| 8       | Christian Wägli    | 1:52,0 |